# Martin Tallvid
Björn Martin Tallvid, född 1 juli 1956 i Jönköping, är en svensk lärare och pedagogisk forskare.
Tallvid disputerade 2015 för filosofie doktorsexamen vid Göteborgs universitet med avhandlingen 1:1 i klassrummet – analyser av en pedagogisk praktik i förändring. Han är lektor med anställning i Göteborgs kommun.
Tallvid har studerat digitaliseringen i svensk skola. Hans forskning visar att det krävs en stor omställningsprocess för att kunna utnyttja datorer och läsplattor i klassrummet. I samband med implementering av digital informationsteknik i skolan har Tallvid föreläst i svenska kommuner under 2010-talet.  Han har varit anlitad som expert på Skolverket och varit referensperson vid riksdagens kartläggning av digitaliseringen av skolan.